# Pehria (Anthelidae)
Pehria (Anthelidae) é um gênero de mariposa pertencente à família Anthelidae.

## Distribuição
São originárias da Austrália e da Nova Guiné.